# 旭堂南春
旭堂 南春（きょくどう なんしゅん、1978年6月3日 - ）はアメリカ合衆国出身の講談師。上方では初の外国人女性講談師。日本名楼杜 春子（ローズ はるこ）。

## 来歴
ジョージア州アトランタ出身。中学時代、教科書に載っていた古墳の写真や、映画「座頭市」を見て日本の歴史や文化に興味を持つようになる。ジョージア州立大学では日本語と国際ビジネスを専攻し、2003年、関西外国語大学に4ヶ月留学。同年ジョージア州立大学卒業。
2007年、外国語指導助手（ALT）として再来日。大阪城天守閣の展示に通い詰めて日本語の説明を読み解いたり、歴史の勉強をしたりするうちに、日本の昔の言葉遣いに興味を持つようになる。そんな中、ボランティアをしていた山本能楽堂の伝統芸能を紹介する初心者イベントで旭堂南陽の講談を聴き、感銘を受け、自分もやってみたいと思うようになった。
2013年2月、4代目旭堂南陵の講談塾に通い始め、同年10月に正式入門。「旭堂南春」の名をもらう。故郷アトランタでも咲く桜が好きな事にちなみ、芸名に「春」の名を取った。
11月22日、徳徳亭（大阪市中央区）の「日本一亭南陵会」で初舞台。演目は「三方ヶ原の物見」。以降、企業や学校で英語講師として働く傍ら、講談師としての活動を行っていた。
2015年5月16日 - 6月6日、テレビ番組『一滴の向こう側』（BSフジ）に出演。
2017年8月28日、BSテレ東「ワタシが日本に住む理由」に出演
12月、日本の永住権所得。英語講師の仕事を退職し、本格的に講談師としての活動を開始した。
2019年3月14日　宿毛歴史講談宿毛寄席in林邸にてオリジナル講談「宿毛の安満地黒船騒動」を語る
2020年1月～　旭堂南春の英語講談教室を開く。2021年2月21日は初めての発表会を行う
2021日1月24日　デイリー新潮の「美味しいNIPPON」で行き付けの店を紹介する
7月30日-8月27日　ユーチューブにて子供向けの英語講談「Kids Kodan Corner」を配信する

## 人物
- 師匠の南陵が認めるほどの練習熱心である[14]。講談では発音が英語風になってしまう事に非常に苦労し、暇を見つけてはカラオケボックスで大声で練習に励むことがある[2][6]。
- 好きな歴史上の人物は坂本龍馬。龍馬のふるさとである高知にたびたび訪れている[14][15]。また講談でも龍馬を題材とした「四天王寺の果し合い」という演目を披露している[2]。
- 居合道と着物の着付けが趣味。居合道では3段の腕前を持つ[5]。